# Vexillationslager Eining-Unterfeld
Das Vexillationslager Eining-Unterfeld war ein römisches Militärlager, das sich heute nördlich des bayerischen Dorfes Eining im Landkreis Kelheim in der Flur „Unterfeld“ befindet. Als wichtiger Standort eines Teils der in Regensburg stationierten Legio III Italica wurde die Garnison während der Markomannenkriege ab etwa 172 n. Chr. für rund zehn Jahre genutzt und danach wieder geräumt. Das Vexillationslager ist seit 2021 Bestandteil des zum UNESCO-Weltkulturerbe erhobenen Donaulimes.

## Lage

Das Vexillationslager mit Befunden der letzten hundert Jahre und seiner Lage an der Donau

Die heutige Flur „Unterfeld“ zählte in der Antike zum Einflussgebiet des nur rund einen Kilometer südlich liegenden Kohortenkastells Abusina und dessen Vicus (Lagerdorf). Der Grenzort Abusina, um 79 n. Chr. gegründet, gehörte ob seiner strategisch günstigen Lage zu den besonders wichtigen und am längsten belegten Kastellplätzen am Obergermanisch-Rätischen Limes und erlitt während der Markomannenkriege schwere Zerstörungen. Davon wurde das Lager in Eining-Unterfeld nach heutigem Wissensstand nicht betroffen, was darauf hindeuten könnte, dass der Platz erst nach dem verheerenden „Erstschlag“ der Germanen eingerichtet wurde. Die beiden bisher nicht gefundenen Nebentore des damals entstandenen Vexillationslagers lagen genau dort, wo heute die Landesstraße den militärischen Stützpunkt durchschneidet, was bedeutet, dass im Mittelalter der gut erhaltene römerzeitliche Straßendamm von Eining nach Weltenburg übernommen worden ist. Zudem waren die römerzeitlichen Wälle und Durchlässe damals sicher noch deutlich im Gelände sichtbar. Die ursprünglichen Ausmaße der Verschanzung können jedoch nicht mehr vollständig rekonstruiert werden, da der ehemalige Nordwestwall der Anlage in späteren Zeiten durch die Donau fortgespült worden ist.

## Forschungsgeschichte
Konkretes Wissen um die antike Stätte im Unterfeld bestand schon seit einer Grabung im Jahr 1900 durch Generalmajor a. D. Karl von Popp für die Reichs-Limeskommission (RLK), der offenbar Teile der Principia, des Stabsgebäudes, anschnitt. Doch erst 1968 konzentrierte sich die Forschung unter Hans Schönberger, dem damaligen Direktor der Römisch-Germanischen Kommission in Frankfurt am Main, wieder auf diesen Ort. Noch 1970 schrieb er in einem Aufsatz über seine Zweifel, dass das Karree tatsächlich als römische Militäranlage anzusprechen sei. Doch Sondagegrabungen ergaben bald die richtige Zuordnung sowie die Bestätigung, dass die RLK mit ihren Überlegungen weitgehend recht behalten hatte. Einen neuen Anstoß zu fortsetzenden Forschungen ergaben die regelmäßigen Überfliegungen des Platzes durch den Luftbildarchäologen Otto Braasch seit 1977. Anhand seiner Aufnahmen konnten genauere Strukturen der Innenbebauung ausgemacht werden. Bei den Sondagen wurde auch kleinteilige Militaria aufgefunden.
Als im August 1992 die von Südwesten nach Nordosten durch das Lagerareal verlaufende Staatsstraße 2233 eine neue Fahrbahndecke erhielt, wurde gleichzeitig ein neuer Straßengraben angelegt. Baubegleitend fanden archäologische Untersuchungen statt. Hierbei kam ein parallel zur modernen Straßentrasse verlaufender, sieben Meter langer und 0,70 Meter breiter römerzeitlicher Mauerzug zu Tage, der an seinem südlichen Ende rechtwinklig abknickt und somit von der Fahrbahn überlagert wird. Großflächige Grabungen haben an diesem Fundplatz jedoch bisher nicht stattgefunden.

## Baugeschichte
Im Zuge der Markomannenkriege, vielleicht in der Endphase, wurde wohl um 172 n. Chr. eine halbe Legion, rund 3000 Mann, der Legio III Italica aus Regensburg abkommandiert, den wichtigen römischen Stützpunkt Abusina zu sichern und von hier aus wohl auch Operationen gegen den Feind vorzunehmen. Außerdem war die Legion am Wiederaufbau des Kohortenkastells und Vicus Abusina beteiligt.
Die Bautrupps der Legion hoben für das Vexillationslager einen dreifachen, an den Ecken abgerundeten Spitzgraben aus. Die Tiefe dieses Spitzgrabensystems betrug von außen nach innen 2,8 Meter, 2,4 Meter und erneut 2,8 Meter. Die Breite war entsprechend rund 6,5 Meter, 4,5 Meter und 4,0 Meter. Dies bedeutet, dass der äußere Graben am steilsten und der mittlere am flachsten war. Den Außen- und Mittelgraben trennten 4,5 Meter, den Mittel- und Innengraben 2,5 Meter.
Das Auswurfmaterial der Gräben wurde für den Bau des Walls verwendet, der nach Grabungsbefund als Rasensoden-Konstruktion ausgeführt wurde.
Durch die Ausrichtung der 70 × 70 Meter großen Principia nach Nordwesten, zur Donau hin, wird auch die Prätorialseite – die Richtung zum Feind – deutlich. Der Aufbau dieses Stabsgebäudes folgte dem normierten römischen Schema. Das Fahnenheiligtum (Aedes oder Sacellum) und die Truppenkasse befand sich in einer halbrunden Apsis im hinteren Teil der Principia; um einen Innenhof gruppierten sich die Verwaltungsräume; den Kopfbau bildete die Exerzierhalle.
Neben dem Stabsgebäude konnte bisher nur noch ein Repräsentationsbau im Lagerinneren deutlich identifiziert werden, der in der kurzen Bestandsphase der Anlage aufwändig in Stein ausgebaut worden ist; der etwas höher als die Principia im Gelände liegende sogenannte „Legatenpalast“ im hinteren Lagerbereich. Er entspricht der bekannten Bauart einer ebenerdigen ländlichen römischen Villa rustica und besitzt an seiner Schaufassade zwei mit Apsiden versehene Eckrisalite, die durch einen überdachten Säulengang miteinander verbunden sind. Die Breite der Anlage beträgt rund 50 Meter. Ein seitlich rückwärtig an die sonst geometrische Anlage angebauter Raum könnte zu einem Bad gehören. Bis auf weiteres wird dieser Bau von der Forschung als Wohnpalast (Praetorium) des Lagerkommandanten verstanden, möglicherweise handelt es sich hier aber tatsächlich um eine Villa Rustica, die nach Aufgabe des Vexillationslagers an dieser Stelle entstand. Dies könnten auch einige wenige jüngere Fundstücke nahelegen.
Wie Luftbildaufnahmen zeigen, wurde neben dem Praetorium ein weiterer großer Steinbau ausgeführt, dessen Grundriss und Funktion sich aus der Luft jedoch nicht erschließt. Auch vor dem südlichen kubischen Eckrisalit des Wohnpalastes konnte auf diese Art ein nicht näher erklärbares kleines Mauerkarree beobachtet werden.

## Wichtige Funde
Im Lager wurde ein zerstreuter, 27 Stücke umfassender Münzschatz geborgen. Insgesamt bricht die im Jahr 1999 aus 54 Stücken bestehende Münzreihe aus dem Unterfeld mit einem Denar des Kaisers Mark Aurel (161–180) für Lucilla von 161/169 sowie einem weiteren Denar des Kaisers Lucius Verus (161–169) von 166/167 ab, doch sind noch Münzen des 3. Jahrhunderts vertreten, darunter ein Stück aus der Regierungszeit des Kaisers Severus Alexander (222–235) sowie einige spätantike Exemplare. Die Reihe der Terra-Sigillata-Funde scheint nach dem bisherigen Stand mit dem mutmaßlichen Ende der Garnison zusammenzupassen. Es gibt indes Spekulationen, eine Wiederbesiedlung des Platzes im 3. und 4. Jahrhundert anzudenken. Hierauf könnten der spärliche Fundausweis späterer Sigillaten bzw. die späteren Münzen hinweisen.
Neben den Zahlungsmitteln kam der Rest einer Fibel (Form Exner Gruppe II 18) zu Tage, wie sie unter anderem auch aus der Augusta Raurica (Augst/Kaiseraugst) vom Limeskastell Stockstadt sowie aus der Colonia Claudia Ara Agrippinensium (Köln) und aus Gallien bekannt ist. Die von Kurt Exner vorgenommene Datierung dieses Fibeltyps in die zweite Hälfte des 2. Jahrhunderts wurde von Sabine Rieckhoff bezweifelt. Aus dem Lagerareal stammt zudem ein vierkantiger bronzener Fingerring wie er in ähnlicher Form auch in Aub-Baldersheim entdeckt wurde (Beckmann Typ 8b bzw. Rihas Typ 25 Var. I).
Wichtig sind auch die zahlreich dokumentierten Ziegelstempel mit dem Namen der Legio III Italica, die dort noch den Beinamen Concors führt, den sie nur während ihrer frühesten raetischen Phase trug.

## Heutiger Zustand
Mit bloßem Auge ist von dem Vexillationslager heute im Gelände nur noch sehr wenig zu erkennen. Witterung und Pflug haben die Erdwälle und Gräben fast völlig eingeebnet. Es ist jedoch möglich, östlich der Staatsstraße die ehemaligen Nordgräben an ihrer Umbiegung nach Südosten als einen bis zu zwei Meter tiefen, teils baumbestandenen Ödlandeinschnitt wahrzunehmen und südöstlich durch einen anliegenden Feldweg rund 250 Meter nachzuvollziehen. Die Lagerfläche wird auch heute landwirtschaftlich genutzt.

## Denkmalschutz
Das Vexillationslager Eining-Unterfeld ist als Abschnitt des Obergermanisch-Rätischen Limes seit 2005 Teil des UNESCO-Welterbes. Außerdem ist es geschützt als eingetragenes Bodendenkmal im Sinne des Bayerischen Denkmalschutzgesetzes (BayDSchG). Nachforschungen und gezieltes Sammeln von Funden sind erlaubnispflichtig, Zufallsfunde sind den Denkmalbehörden anzuzeigen.